# 忠臣藏

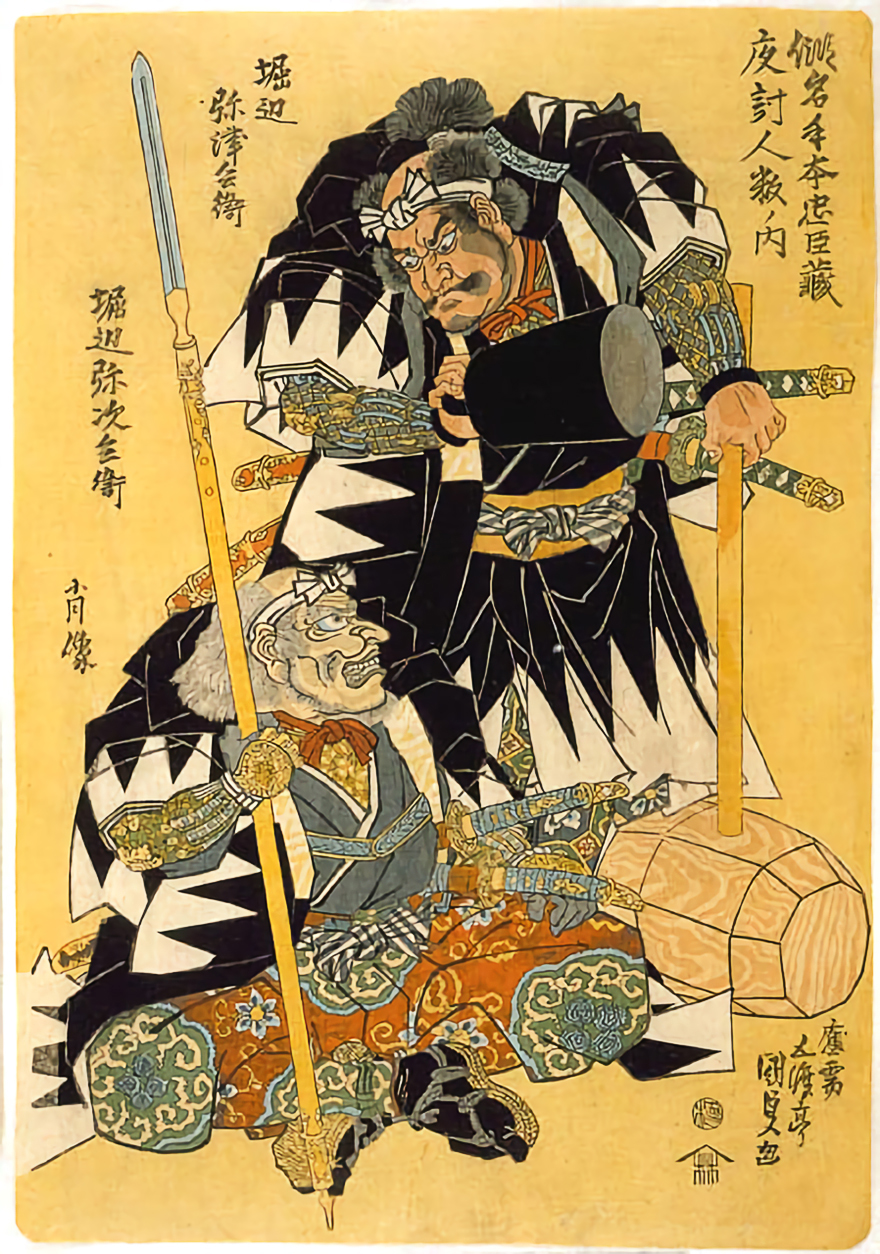
江戶時代浮世繪畫家歌川國貞作品——假名手本忠臣藏，夜討人數之內，堀邊彌津兵衛、堀邊彌次兵衛肖像

《忠臣藏》（日语：／ Chūshingura */?）是根據日本江戶時代1701年至1703年期間發生的元祿赤穗事件所改編之戲劇。最早的作品是於1748年在大阪竹本座以人形浄瑠璃形式演出的「假名手本忠臣藏」（仮名手本忠臣蔵）。

## 概述
雖然故事是根據江戶時代發生的元祿赤穗事件改編，但由於牽涉到江戶幕府，最初的「假名手本忠臣藏」的故事發生時間是設定在室町幕府。
直到19世紀末的明治時代，由於江戶幕府已結束，過去牽涉到幕府而迴避的部分被媒體重新探討，因此在1934年由真山青果推出了更接近真實歷史的新歌舞伎「元祿忠臣藏」，1941年也被拍攝成電影。
此後，相關的故事也被衍伸出各種戲劇，至今已被多次改編為電影、舞台劇、電視劇。